# Andrew Taylor (Bergsteiger)
Andrew „Andy“ Morrison Taylor (* 1875 in Ottawa, Kanada; † 1945) war ein kanadischer Abenteurer und Bergsteiger. Er zählt zu den Erstbesteigern des 5959 Meter hohen Mount Logan, dem höchsten Berges seines Heimatlandes und zweithöchsten des nordamerikanischen Kontinents.

## Leben
Andy Taylor wurde 1875 als siebtes von neun Kindern geboren. Er wuchs in wohlhabenden Verhältnissen auf, verließ aber schon als Teenager sein Elternhaus und seine Heimatstadt Ottawa. Er heuerte zunächst auf dem Columbia River und ab den 1890er Jahren auf dem Stikine River auf Dampfschiffen an. Zwischen 1898 und 1913 war er in der Goldgräberstadt Dawson, wo er sein Glück versuchte. Ihm wird nachgesagt, dreimal größere Mengen Gold verzecht zu haben. 1913 zog er nach McCarthy (Alaska), wo gerade eine größere Kupferlagerstätte entdeckt worden war und abgebaut wurde. Dort verdiente er sich als Bergmann, mit der Suche nach Erzen und dem Führen von Jagdausflügen seinen Lebensunterhalt. Ohne je zuvor einen Berg bestiegen zu haben, schloss er sich 1924 einer Expedition um Albert MacCarthy und Fred Lambart in die Eliaskette an. Größte Leistung der Gruppe, der außerdem Allen Carpé, William Wasbrough Foster und Norman Read angehörten, war die Erstbesteigung des Mount Logan am 23. Juni 1925.
Nach diesem Erfolg erstieg Tylor weiter höhere Gipfel in Alaska und dem Yukon-Territorium. Er beteiligte sich an Expeditionen zum Mount Fairweather 1926, zum Mount Bona 1930, abermals zum Mount Fairweather 1931 und zum Denali 1932. 1935 durchquerte er die Eliaskette, 1937 nahm er an einer Besteigung des Mount Hayes teil. Er starb 1945.